# Sant Adrià de Tendrui
El poble de Sant Adrià de Tendrui, Sant Adrià de la Conca, o simplement Sant Adrià és un dels pobles de l'antic terme municipal de Gurp de la Conca, a la comarca del Pallars Jussà, agregat el 1970 al terme de Tremp. Els altres són Gurp, Santa Engràcia i Tendrui. Entre 1812, a ran de la promulgació de la Constitució de Cadis, i el febrer del 1847 tingué ajuntament propi, però no el pogué mantenir en no tenir 30 veïns (caps de família), i s'hagué d'agregar a Gurp.

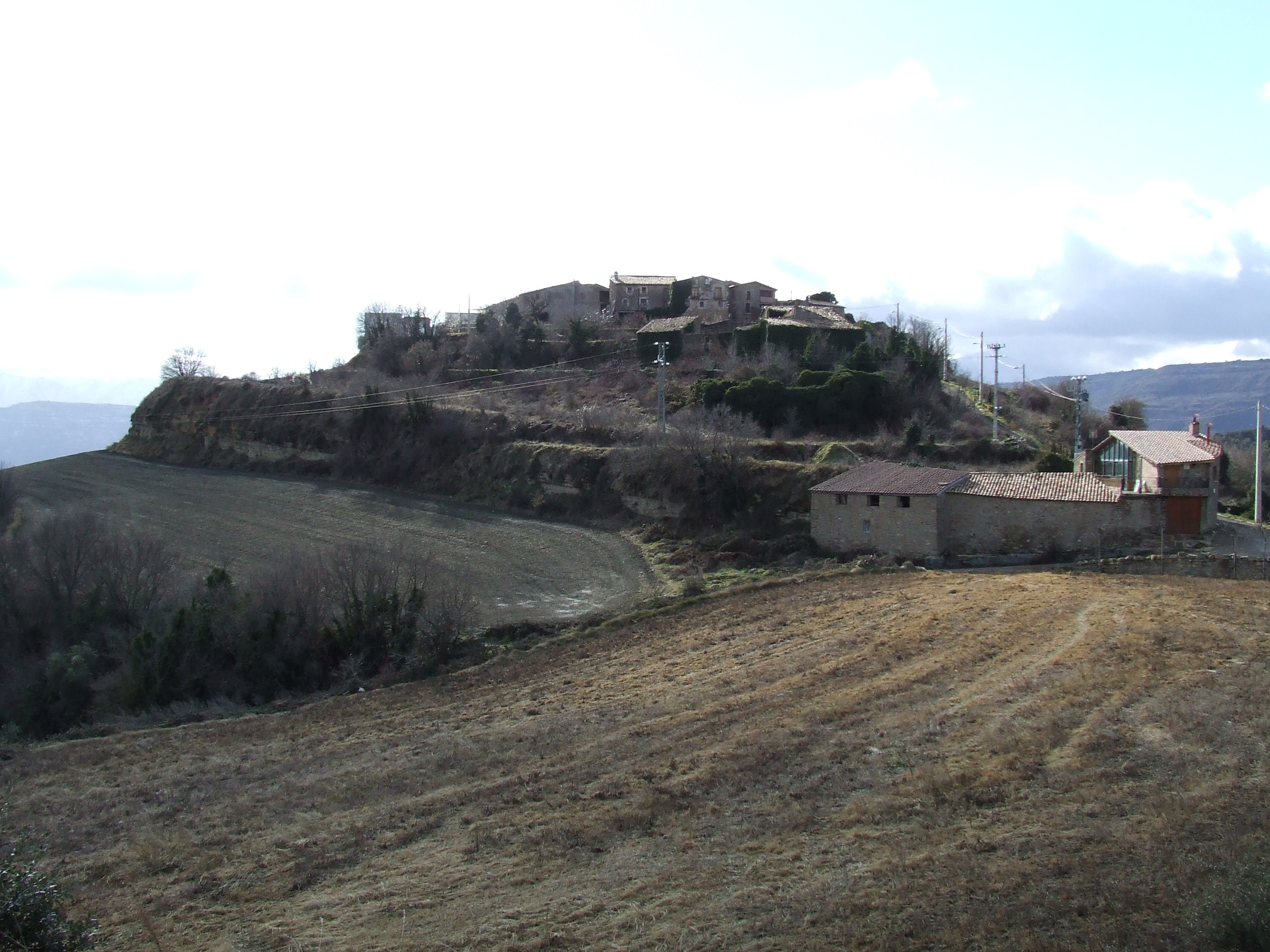
Vista general de Sant Adrià des del nord

En la proposta derivada de l'informe popularment denominat Informe Roca, part de l'antic terme de Gurp de la Conca havia de passar de Tremp a Talarn, amb la qual cosa l'Acadèmia General Bàsica de Suboficials deixaria de ser migpartida entre dos municipis diferents. Sant Adrià, però, no entrava en el sector que hauria passat a formar part del terme municipal de Talarn, que només abraçava Gurp i Santa Engràcia.
Està situat en un lloc estratègic, des d'on es veu un bell panorama de tota la Conca Deçà, o de Tremp, sota del cim de Roca Mola.
L'església del poble, dedicada, com el poble, a sant Adrià és al lloc on hi havia hagut el castell, al costat del cementiri. Pertany al bisbat de Lleida, dins de l'arxiprestat de la Ribagorça, en la unitat pastoral 27, que és menada pel rector d'Areny de Noguera, pertanyent al bisbat de Barbastre-Montsó.
Fora del poble hi ha l'església romànica de Sant Llorenç.

## Etimologia
Sant Adrià deu el nom al del patró de la seva parròquia. Quan se li afegeix de Tendrui és, evidentment, per referència al veí poble de Tendrui, al qual estigué molt lligat al llarg de la història.

## Història

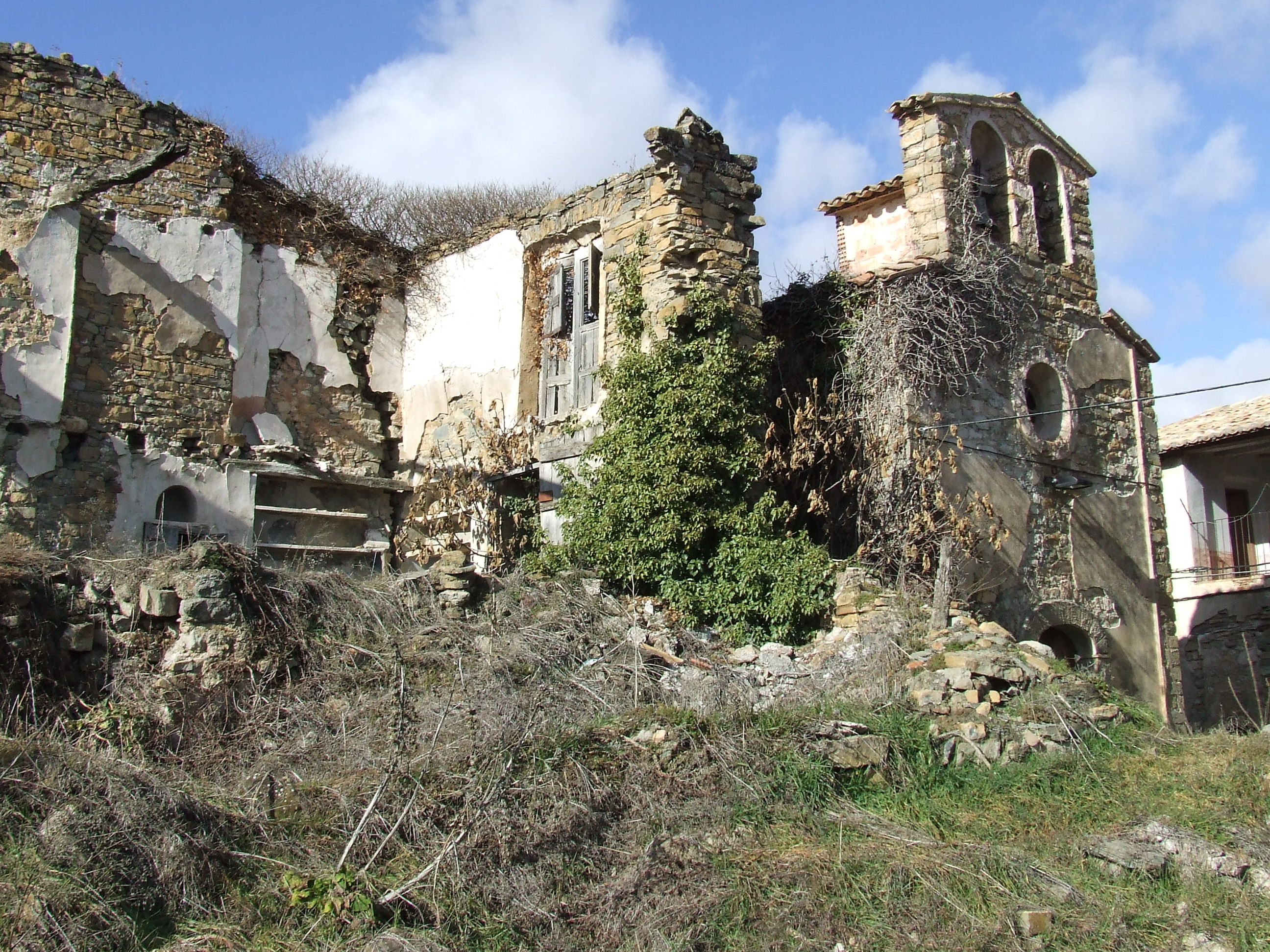
Plaça Major del poble

En el fogatjament del 1553, Sant Adrià apareix amb 6 focs (uns 30 habitants); al cens del 1718, ja expressat en nombre d'habitants, en té 27. El 1848 hi són esmentades 13 cases sense carrers, i 54 habitants. El 1981 tenia només 3 habitants, quan han passat a ser 4 el 2006.
Segons Pascual Madoz, en el seu Diccionario geográfico..., publicat el 1845, San Adriá era dalt d'un turó, dominat al nord per la muntanya de la Mola. Combatut per tots els vents, el clima de Sant Adrià és saludable. Tenia 13 cases de dos pisos i de construcció regular, agrupades, però sense formar carrers. El terme és costerut, però forma unes quantes planes de terra fluixa. S'hi produeix blat, vi, oli, llegums, hortalisses i fruites. S'hi criaven ovelles i cabres, però poques. Hi havia abundant caça de perdius i conills. Hi havia també un molí d'oli. 13 veïns (caps de família) i 54 ànimes (habitants) en formaven la població.
El lloc de Sant Adrià pertanyia a la baronia d'Eroles, fins a l'extinció dels senyorius. Aquí nasqueren les germanes Asunció i Florentina Durán i Moné, passatgeres de segona classe del transatlàntic britànic RMS Titanic que varen sobreviure al naufragi.